# 上城区
上城区是浙江省杭州市市辖区，杭州市政府所在地，位于中心城区中北、中东部地区，西南连西湖，东部、东南临钱塘江。区域总面积为119.68平方公里。区人民政府驻望江街道望潮路77号。

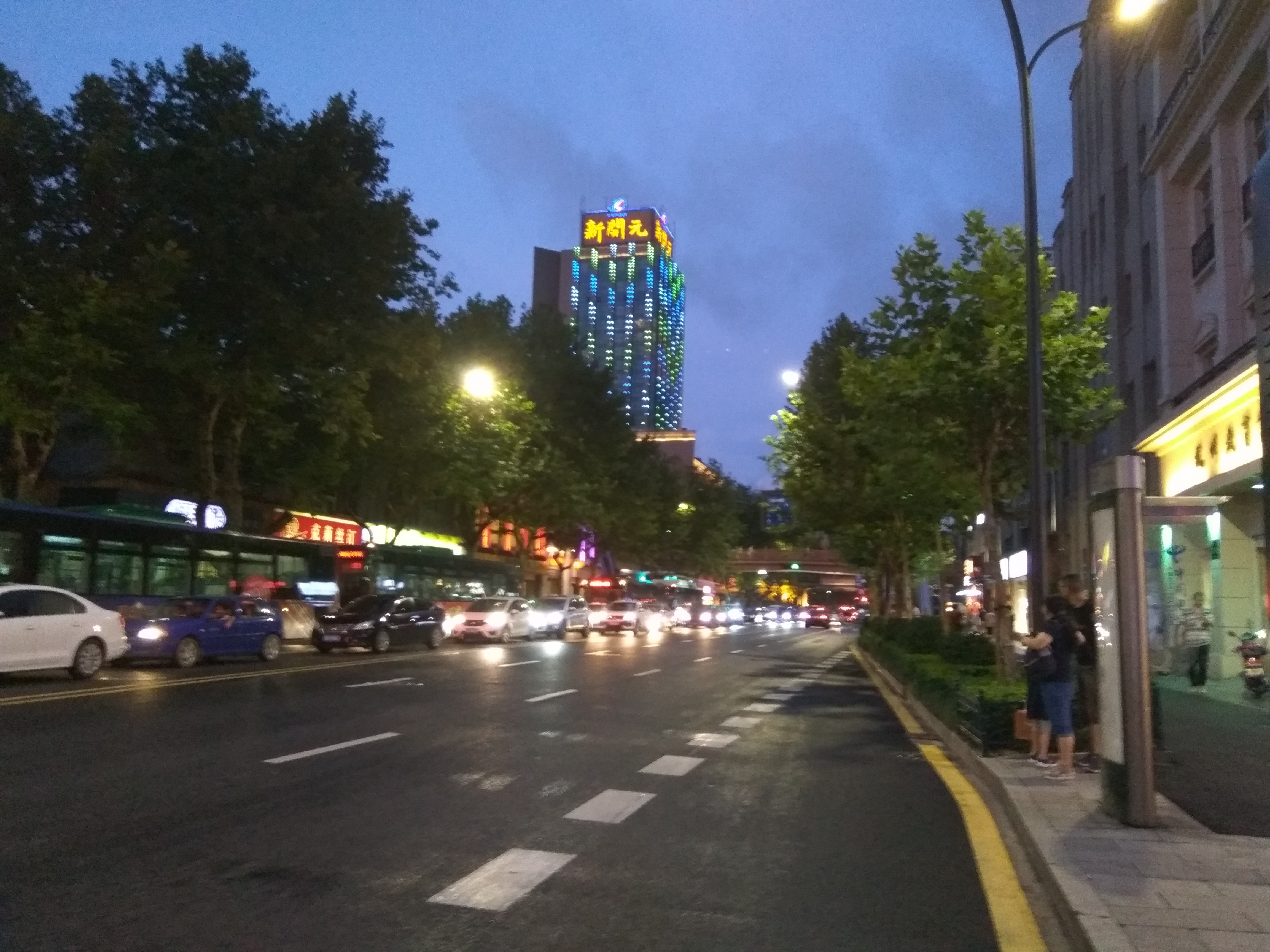
上城区内的解放路

1949年5月，杭州解放，设置上城区。因该区当时在市区的南部，而习惯上以南为上，故名上城区。境内凤凰山东麓是隋唐时期的州治，以及吴越皇宫和南宋皇宫所在地，留下了众多的文物古迹和人文景观，有各级文物保护单位92处。上城区属亚热带季风气候，夏季空气湿润，高温强光照；冬季晴冷干燥，低温少雨。年平均气温约16℃，无霜期230—270天，年平均降水量约1480毫米。

## 历史沿革

合并前的上城区

自北宋至清末，今上城区境域分属钱塘县和仁和县。
1949年5月3日，杭州解放，建立8个区。第一区更名为上城区，第二区更名为中城区。
1957年5月，撤销中城区，其大部分区域划归上城区。
1997年1月，江干区望江、南星、紫阳、闸口四个街道和四季青镇近江、望江、玉皇三个村划归上城区。
2021年4月，因原有江干区和上城区撤销并成立新的上城区，原江干区除下沙街道、白杨街道外的区域都被划归为上城区。

## 交通
上城区拥有发达的交通体系。在上城区的市中心区块，拥有密集的道路和轨道交通。

### 道路
上城区拥有庞大的快速路网，可直达杭州市辖区的大部分区域。也拥有密集的城市道路路网。

#### 快速路
上城区内有以下快速路：
中河高架路、秋石高架路、钱塘快速路、德胜快速路、东湖高架路、留石高架路、空港高架路（原沪杭甬高速杭州收费站至萧山收费站段）。

#### 过江通道
上城区内有以下15条过江通道（从西向东排列）：
杭州地铁4号线过江隧道、钱江四桥、杭州地铁5号线过江隧道、望江隧道、杭州地铁1号线过江隧道、钱江三桥、杭州地铁7号线过江隧道、博奥隧道、杭州地铁2号线过江隧道、庆春路隧道、杭州地铁6号线过江隧道、彭埠大桥、钱江十桥、钱江十一桥（19号线）、九堡大桥。

### 铁路
上城区内有杭州的两大铁路枢纽站，杭州站和杭州东站，可直达全国大部分主要城市。

### 轨道交通
上城区内有以下9条地铁线路：
- 1号线（婺江路-龙翔桥，闸弄口-客运中心）
- 2号线（钱江路-庆菱路）
- 3号线（同协路-天丰路）
- 4号线（水澄桥-笕桥老街）
- 5号线（万安桥-南星桥）
- 6号线（三堡-枸桔弄）
- 7号线（吴山广场-市民中心）
- 9号线（观音塘-客运中心）
- 19号线（机场快线）（火车东站-御道）

## 商业
上城区有发达的商业体系，依托西湖景区和钱江新城，使得上城区一些商业体在全国知名。

### 商场
上城区内有以下商场（按所属街道的行政区划代码排序）：
| 名称                                 | 所属街道   | 类型                                 | 主力店                |
| ------------------------------------ | ---------- | ------------------------------------ | --------------------- |
| 西湖银泰城                           | 清波街道   | 城市购物综合体                       | Air Jordan            |
| 湖滨银泰in77                         | 湖滨街道   | 城市（景区）核心综合体               | Apple Store、阿迪达斯 |
| 解百城市奥莱                         | 湖滨街道   | 城市奥莱综合体                       | 松下、优衣库          |
| 湖滨88                               | 湖滨街道   | 城市（景区）商场                     | 索尼                  |
| 工联CC                               | 湖滨街道   | 城市生活、儿童购物与餐饮特色综合体   | 无印良品、哈姆雷斯    |
| 衣之家庆春路店                       | 湖滨街道   | 城市（景区）奥莱商场                 |                       |
| 解放路汇和城                         | 小营街道   | 社区型餐饮商场                       |                       |
| 越都荟                               | 小营街道   | 社区型餐饮商场                       |                       |
| 尚城1157·利星                        | 紫阳街道   | 社区型餐饮、购物、休闲、儿童娱乐商场 | 最天使文创书城        |
| 万泰城                               | 望江街道   | 社区型餐饮、休闲商场                 |                       |
| 天阳亲子广场钱江新城店               | 望江街道   | 社区型餐饮、儿童教育商场             |                       |
| 天城国际                             | 闸弄口街道 | 城市奥莱、餐饮综合体                 | 衣之家                |
| 万象城                               | 四季青街道 | 城市核心综合体                       | Apple Store           |
| 来福士                               | 四季青街道 | 城市高端综合体                       |                       |
| 砂之船奥特莱斯                       | 四季青街道 | 城市奥莱商业街区                     |                       |
| 平安金融中心                         | 四季青街道 | 商务型餐饮、购物商场                 |                       |
| 高德置地广场                         | 四季青街道 | 城市开发中综合体                     |                       |
| 天虹购物中心                         | 四季青街道 | 城市购物、餐饮、儿童娱乐综合体       |                       |
| 杭州大厦501城市广场                  | 四季青街道 | 城市购物、餐饮、休闲、儿童娱乐综合体 |                       |
| 银泰百货庆春店                       | 四季青街道 | 城市购物商场                         |                       |
| 港龙悠乐城                           | 彭埠街道   | 城市购物、餐饮、休闲、儿童娱乐综合体 |                       |
| 三花国际                             | 彭埠街道   | 城市餐饮、休闲综合体                 |                       |
| 东站万象汇                           | 彭埠街道   | 城市餐饮、休闲综合体                 |                       |
| 新风商业中心                         | 彭埠街道   | 城市休闲娱乐商场                     | 量子空间              |
| 东站西子国际                         | 彭埠街道   | 社区型餐饮综合体                     |                       |
| 七堡花园城（暂未开业）               | 彭埠街道   | 尚不可用                             |                       |
| 衣之家城东店                         | 笕桥街道   | 社区型奥莱商场                       |                       |
| 浙商国际中心                         | 笕桥街道   | 社区型餐饮商场                       |                       |
| 龙湖丁桥天街                         | 丁兰街道   | 城市购物、餐饮、休闲、儿童娱乐综合体 |                       |
| 丁兰广场                             | 丁兰街道   | 社区型餐饮、购物综合体               |                       |
| 嘉汇里                               | 丁兰街道   | 社区型餐饮商场                       |                       |
| 丰收湖板块龙湖商业综合体（暂未开业） | 九堡街道   | 尚不可用                             |                       |
| 东城广场                             | 九堡街道   | 社区型餐饮、儿童娱乐综合体           |                       |
| 国芳购物中心（暂未开业）             | 九堡街道   | 尚不可用                             |                       |
| 新禾联创公园                         | 九堡街道   | 社区型餐饮、娱乐商业街区             | 多乐岛                |

## 行政区划
上城区辖14个街道：
| 区划代码  | 区划名称   | 面积 （平方千米） | 社区数 | 行政村数 |
| --------- | ---------- | ----------------- | ------ | -------- |
| 330102001 | 清波街道   | 2.20              | 5      | 0        |
| 330102003 | 湖滨街道   | 1.63              | 6      | 0        |
| 330102004 | 小营街道   | 2.71              | 12     | 0        |
| 330102008 | 南星街道   | 4.31              | 8      | 0        |
| 330102009 | 紫阳街道   | 3.49              | 12     | 0        |
| 330102010 | 望江街道   | 4.10              | 11     | 0        |
| 330102011 | 凯旋街道   | 6.07              | 14     | 0        |
| 330102012 | 采荷街道   | 5.5               | 15     | 0        |
| 330102013 | 闸弄口街道 | 4.84              | 17     | 0        |
| 330102014 | 四季青街道 | 9                 | 12     | 0        |
| 330102015 | 彭埠街道   | 14.76             | 14     | 0        |
| 330102016 | 笕桥街道   | 18.2              | 18     | 8        |
| 330102017 | 丁兰街道   | 15.15             | 16     | 2        |
| 330102018 | 九堡街道   | 16.06             | 17     | 4        |

- 上城区另管理萧山区宁围街道顺坝垦区中约2100余亩飞地。[5]
- 上城区另管理位于拱墅区和余杭区交界处的上城区电子机械功能区。

## 人口
2020年末，根據第七次全国人口普查常住人口132万，有少数民族户籍人口0.3万人。
2021年末2022年初据2021年全区5‰人口变动抽样调查推算，年末全区常住人口133.50万人。公安部门登记户籍人口86.61万人，比上年末增加2.66万人，其中男性42.50万人，女性44.11万人。按户籍人口分的男女性别比为96.4:100（男/女）。全年出生6770人，按户籍人口计算的出生率7.94‰，死亡率6.24‰，人口自然增长率1.70‰。